# Fjelsø
Fjelsø war eine dänische Ortschaft. im westlichen Himmerland. Die Ortschaft ist seit der Kommunalreform 2007 Bestandteil der Vesthimmerlands Kommune in der Region Nordjylland. Zuvor war sie Bestandteil der Aalestrup Kommune im Amt Viborg.
Fjelsø liegt etwa vier Kilometer südwestlich von Aalestrup, etwa 12 km südlich von Farsø und etwa 25 km nördlich von Viborg.
Beim Ort liegt eines der seltenen Ganggräber mit Nebenkammer (dän. bikammer).